# الفاخر (حلوى)
الفاخر (بالإسبانية: Alfajor)‏ هيَ حلوى تقليديّة  تنتشرُ في أوروغواي، تشيلي، الأرجنتين، السلفادور، بيرو، بوليفيا، بليز، الإكوادور، إسبانيا، باراغواي، فنزويلا وَجنوب البرازيل ثمّ الفلبين. من المعروف عن بسكويت الفاخر أنّه دخلَ منَ الأندلس ومن ثمّ وصلتَ دول أمريكا الجانِبيّة حيثُ تغيّر شكلها قليلًا وصارت على شاكِلة أسطوانة صغيرة حيثُ تباعُ إمّا بشكل فردي أو في صناديق تحتوي على عدة قطع.

## في إسبانيا
هناك مجموعة متنوعة من وصفات المختلفة لإعداد بسكويت الفاخر في إسبانيا ولكنّ الحلوى الأكثر تقليدية وشهرة تحتوي على الدقيق والعسل واللوز والعديد من التوابل مثل القرفة. تُباع هذه الحلوى في جميع أنحاء البلاد وتعرف إقبالًا واسعًا في عيد الميلاد أمّا في شذونة فهي متوفرة على مدار السنة.
لا تزال حلوى الفاخر تُصنعُ من قبل الحرفيين في شذونة باستخدام المكونات الطبيعية التي تشمل العسل واللوز والبندق والسكر الدقيق وفتات الخبز وباقي التوابل الطبيعية. تحترمُ عملية التصنيع الشروطَ التي وضعها ماريانو باردو دي فيغيروا في أحد كتبه عام 1786. في شذونة وحدها؛ يبلغُ الإنتاج السنوي حوالي 45,000 كجم؛ معظمها يُستهلكُ في مقاطعة قادس كما تعرف بعض الإقبال في إشبيلية، ملجا وولبة. زادت شهرة هذه الحلوى بعدما نُشرت مقالة مطولة ومفصلة حولها في الجريدة الرسمية للاتحاد الأوروبي بتاريخ السادس من آذار/مارس 2007. في إسبانيا نفسها؛ تختلفُ طريقة تحضير هذه الحلوى من مدينة لأخرى حيث هناك بعض المناطق التي تعتمدُ علَى اللوز والعسل والتين كمكوّنات رسميّة حيث يتم تجميعها في رقاقة. في إسبانيا؛ هناكَ شخص يُدعى ماريانو باردو دي فيغيروا ويُعرف أكثر باسمهِ المُستعار الطبيب ثيبيسوم وقد وثقَ تاريخ هذا الحلوى حيث أكّد على أنها تعودُ للثاني من تموز/يوليو عام 1487.

## في أمريكا الجنوبية
تشتهرُ بسكويت الفاخِر في بعض دول أمريكا الجنوبية وخاصّة الأرجنتين، أوروغواي، إكوادور، باراغواي، بوليفيا، شيلي، كولومبيا، بيرو، فنزويلا وكذَا البرازيل. حظيت أكلة الفاخر بشعبيّة كبيرة في دولتي الأرجنتين وأوروغواي منذ منتصف القرن التاسع عشر ومع ذلك؛ تختلفُ الأكلة عن تلكَ في إسبانيا حيثُ تصنعُ الأخيرة من قِطعتي كوكيز مع اختلافٍ في الحُشوة لكنّها عادةً ما تشملُ مسحوق السكر، جوز الهند المبشور أو الشوكولاته. تُؤكّد بعض المصادر أنّ دولة الأرجنتين هي الأكثر استهلاكًا لبسكويت الفاخر كما تحظى هذه الأكلة بشعبيّة كبيرة في بيرو. تستردُ بعض الدول الأخرى من أمريكا الجنوبية هذا النوع من الحلويّات من الأرجنتين وأوروغواي.

## في منطقة البحر الكاريبي
في بورتوريكو؛ خضعت هذه الحلوى لبعض التعديلات حيثُ صارت تُحضر من خِلال اللوز ويُضاف لها في أحيان أخرى البفرة. يمكن أن تأخذ هذه الحلوى كميات متفاوتة من السكر و التوابل وصارت مشتهرة بكثرة في بورتوريكو وكذا في فنزويلا. في بعض المناطق؛ تُضاف لها نشا الذرة، نكهة الحمضيات والزنجبيل والعسل كما يتمّ حشوها بالشوكولاته والفانيليا إلى جانب دولسي دي ليتشه والفواكه أو جوز الهند إلى جانبِ اللوز، بذور السمسم، جوز الهند أو الرشات.

## الاختلافات في الأمريكتين

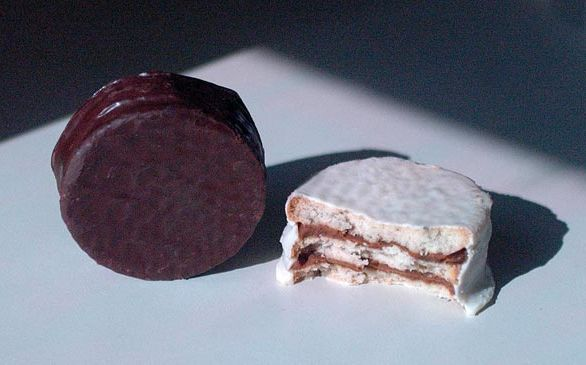
بسكويت الفاخِر في أوروجواي والأرجنتين

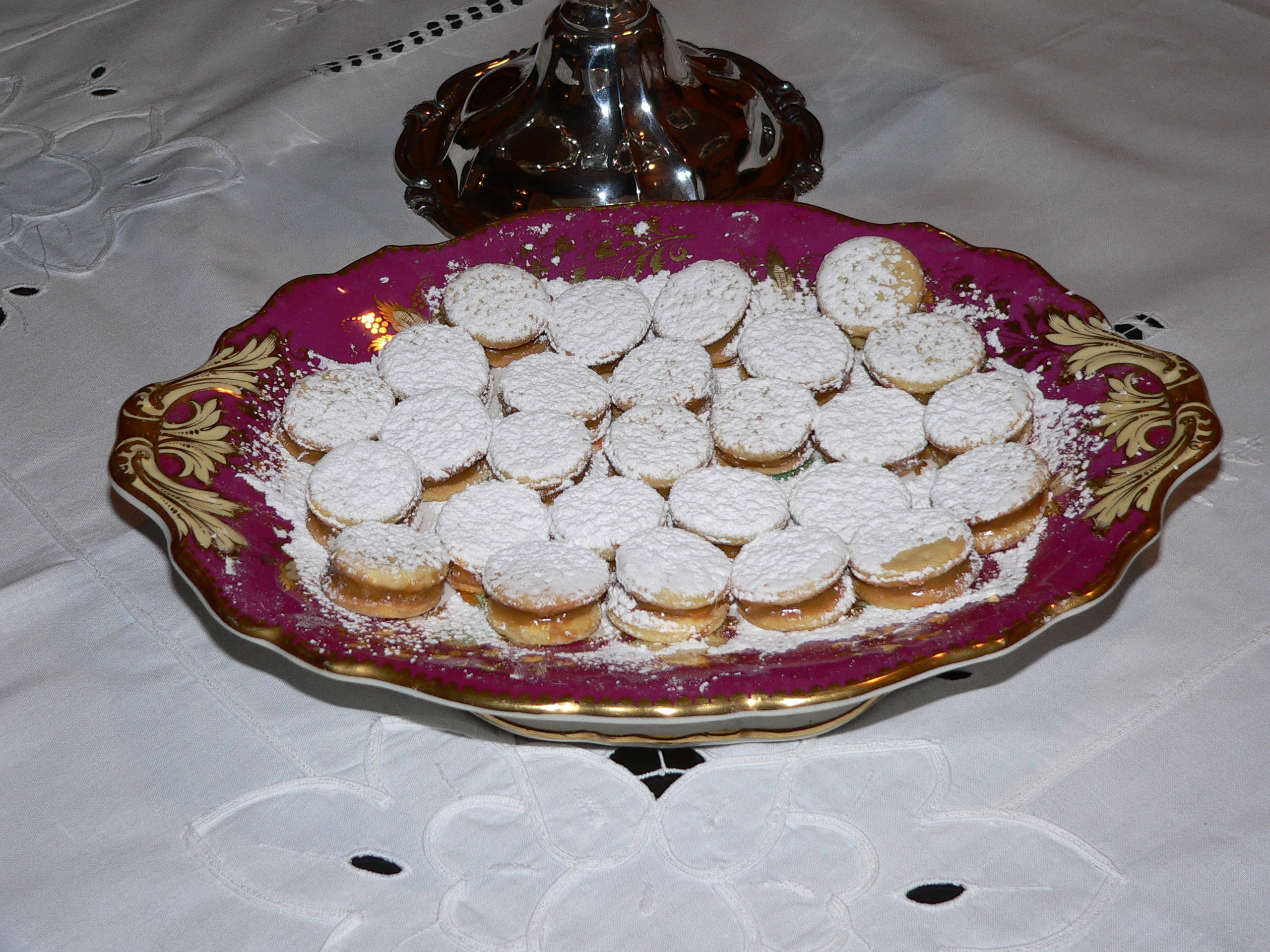
الفاخر في بيرو

تتكوّن الحلوى التقليدية الفاخر في الأرجنتين وبيرو وأوروغواي من اثنين من البسكويتات الحلوة المصنوعة من دقيق القمح أو نشا الذرة جنبًا إلى جنب مع دولسي دي ليتشه (المعروفة باسم «مانجار بلانكو» في بيرو) معَ مسحوق السكر. ظهرت في الآونة الأخيرة سكريات أكثر حداثة في الأرجنتين وأوروغواي وشيلي حيث صارت تُغلّف بالشوكولاتة وتزيّنُ بمسحوق السكر. تُعرف هذه الحلوى في بيرو باسمِ أوريو حيثُ تتكون من خليط من بياض البيض والسكر. معظم بسكويتات الفاخر تأتي مغلفة في رقائق الألومنيوم وتُستهلكُ كوجبة خفيفة في مختلف أقطار العالم. تختلفُ هذه الحلوى قليلًا في المكسيك حيث تُصنعُ فقط من جوز الهند أمّا في نيكاراغوا وجزيرة الكناري فحلوى الفاخر تُصنع بدبس السكر والحبوب المختلفة بما في ذلك الذرة والكاكاو وغالبًا ما تكون مغلفة في غلاف بلاستيكي أو ورق الشمع. هناك حلوى أخرى تُدعى باو دي ميل وهيَ تعني خبز العسل حيث تشتركُ في بعض السمات مع الفاخر لكنّ مكونها الرئيسي هوَ الزنجبيل. هناك عناصر إضافية اختيارية أخرى مثلَ الفول السوداني ومجموعة متنوعة من الحشوات والطلاء أو حتى إضافة قطعة بسكويت ثالثة.

## معرض الصور

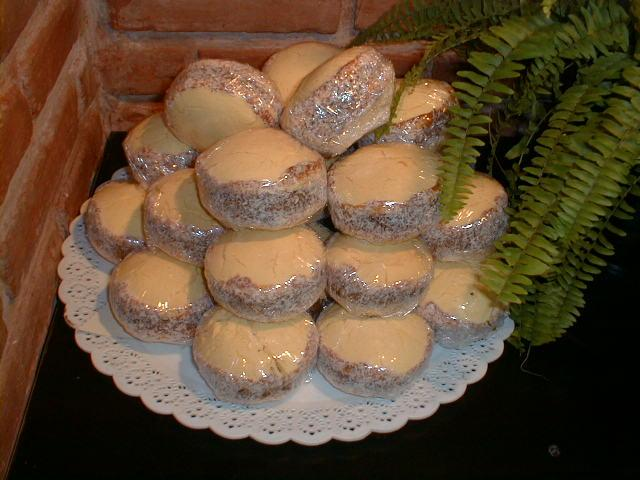
بسكويت الفاخر مصنوعة من نشا الذرة ودولسي دي ليتشه
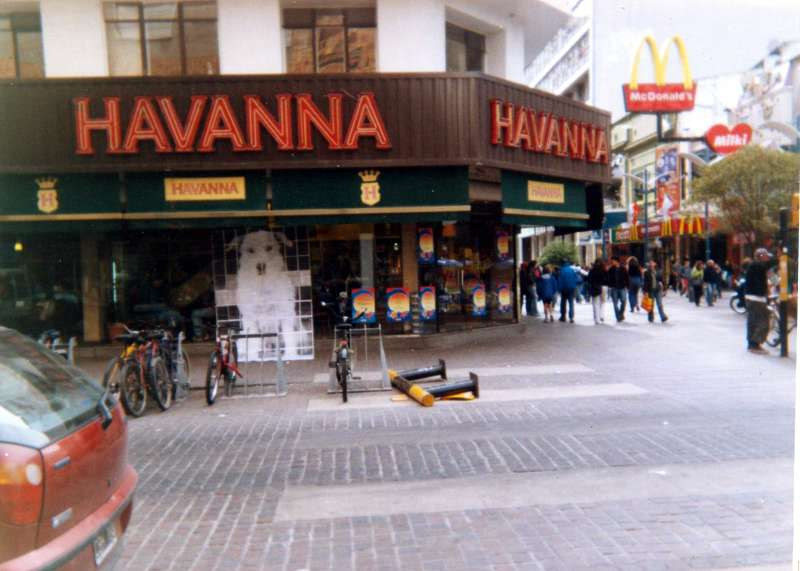
مخبز هافانا أحد أشهر المتاجر التي تبيعُ حلويات الفاخِر في الأرجنتين